# Ausztria konyhaművészete
Ausztria különleges földrajzi helyzete abból adódik, hogy az északibb német területek szemszögéből nézve mindig is egy keleti birodalomnak számított, neve Öster reich is azt jelenti, hogy "keleti birodalom". Német szemszögből Ausztria ma is a Balkán szerves része, a Délkelet-európai térség tagjaként kezelik. A Habsburg-birodalom azonban számos olyan népet és területet hódított meg, mely tőle keletre található, ezek számára viszont Ausztria nyugatias országnak számított (Bukovina, Bosznia-Hercegovina, Galícia, Erdély, Délvidék). Összességében véve elmondhatjuk, hogy az osztrák konyha szerencsésen magába olvasztotta az egykor a Habsburg- birodalomhoz  tartozó más népek gasztronómiai hagyományait (elsősorban cseh, lengyel és magyar ízvilágot), de maga is megtermékenyítőleg hatott más népek konyhaművészetére. 
Bence Vera találóan írja Gasztronómai utazás című könyvében: "Ausztria, valaha a Habsburg-birodalom központja, szerencsésen olvasztotta konyhájába a leigázott országok legjobb ételeit, fűszereit. A birodalmat már rég elsöpörte a történelem, az osztrák konyha azonban maradt, nagyszerű ételeivel, cukrászkészítményeivel." Az interakció legjobb példája, hogy a magyar konyha átvette az osztrákoktól a linzert, ischlert, kuglófot, bécsi táskát, stíriai metéltet, császármorzsát, tiroli réteseket, Sacher-tortát, stb, míg az osztrák konyha átvette a gulyáslevest (goulasch), pörköltöt, Eszterházy-rostélyost, és a töltött paprikát. Az osztrákok is szeretik a lángost, a palacsintát, a marhahúst vadasan és a debreceni főtt kolbászt (debreziner).
A cseh és az osztrák konyha is sok közös étellel büszkélkedhet, ilyen pl. a fánk és a gombócételek.
." Az osztrák konyhára, a francia és az olasz mellett a magyar gyakorolta a legnagyobb hatást." (forrás: Kolev András- Lelkes Miklós Zsolt: Az Osztrák-Magyar Monarchia ízeiből). Mária Terézia és II. József uralkodása idején a bécsi udvarban számos vonatkozásban a francia konyhára jellemző hatás uralkodott (húsok bundázása, krémlevesek készítése, francia eredetű mártások meghonosítása az osztrák konyhában). A császárok korában megszokott pompa és elegancia máig érződik a mai osztrák konyha stílusában és a mai modern osztrák vendéglátóipar igényességében. 
Ami a mai osztrák konyhát sajátossá teszi, az a marhahús kiemelt szerepe, egy jó bécsi vendéglőben legalább ötféle főtt marhahús szerepel az étlapon: táblafartő, bordás csonthús, mócsingos lábszár, fehér- és fekete pecsenye. A borjúhúsból készült bécsi szelet (wiener Schnitzel) pedig egyenesen elmaradhatatlan. A halak közül a pisztráng a legfontosabb, leginkább főzve, sütve vagy boros mártásban elkészítve fogyasztják. Harmadik jellegzetessége a Lajtán túli konyhának: a házitészták (kuglóf. kalács, császármorzsa, cseh eredetű gombócok) és a cukrászsütemények (marcipán, salzburgi galuska, Sacher-torta) nagy népszerűsége. Az osztrákok édesszájúságának bizonyítéka az ischler, a linzer, a Mozart-kuglóf és a stíriai (stájer) metélt is.
Főbb osztrák levesek: májgombócleves (Leberknödelsuppe), sajtleves, bécsi burgonyaleves, marhahúsleves, tejfölleves, spárgakrémleves, sörleves. 
Főbb húsételek: bécsi szelet, marhahús vadasan, tiroli máj, hagymás rostélyos, marharagu, majorannás marhahús, stájer zöldséges hús, húspogácsa (fasírt), hurka, rántott borjúborda, bécsi tányérhús (Tafelspitz), biedermeyer pecsenye, tiroler gröstl, szalontüdő (beuschel), karintiai töltött tészta (kärtner Kasnudeln), schönbrunni felfújt.
Tyúkhúsból készült ételek: sült csirke, rántott csirke, csirkemáj, csirkezúza.
Főbb halételeik: halászlé, halkocsonya, pisztráng boros mártásban, töltött pisztráng, fogas bécsi módra.
Köretek: zsemlegombóc, grízgombóc, burgonyagombóc, sült burgonya, párolt káposzta.
Jellemző mártások: tejszínes mártás, rókagomba mártás, paradicsom-, kapor-, fokhagyma-, zsemlemártás.
A saláták és rizsételek szerepe az osztrák konyhában kisebb mint egyes más európai országokban. 
Legtöbbet fogyasztott italok: sör, bor, almalé, szénsavas szőlőlé, kávé, tejeskávé, tea, szörpök. 